# Simon III. (Lippe)
Simon III. zur Lippe (* um 1340; † 1410) war von 1360 bis 1410 Landesherr der Herrschaft Lippe mit dem Titel eines Herrn.
Er war der Sohn von Otto von Lippe, von dem er die Stadt Lemgo erbte. Seine Herrschaft im umliegenden Gebiet bleibt jedoch zunächst noch unsicher. Noch am 27. Dezember 1368 erklärten die Burgmannen der landesherrlichen Burgen und die Vertreter der Städte Horn, Detmold und Blomberg im Pactum unionis, dass sie in aller Zukunft nur denjenigen Erben als Landesherrn anerkennen würden, auf den sich die wichtigsten Städte der Herrschaft, nämlich Lippstadt und Lemgo, geeinigt hätten.
Im Stammland um die Städte Lippstadt und Rheda stellte sich die Situation jedoch schwierig dar, denn nach dem Tode seines Onkels Bernhard um 1365 übergab dessen Witwe Richarda dessen Erbe zunächst dem Gatten ihrer ältesten Tochter, Otto VI. von Tecklenburg. 1366 widerrief sie die Übergabe und bestimmte ihren Neffen Simon zum Erben. Otto V. verweigerte jedoch die Herausgabe des Erbes und löste damit einen jahrzehntelangen Kampf aus. Dabei geriet Simon 1371 in Ottos Gefangenschaft.
Nach seiner Freilassung etwa drei Jahre später musste er ein so hohes Lösegeld zahlen, dass er 1376 Lippstadt zur Hälfte an die Familie seiner Mutter, die Grafen von Mark, verpfänden musste.
Die Herrschaft Rheda mit der seit 1355 rechtsfähigen Stadt Rheda und weiterem Besitz wurde 1379 von den kurzfristig verbündeten Truppen der Bistümer Paderborn, Münster, Osnabrück, der Städte Münster und Osnabrück und von Engelbert III. von der Mark erobert. Sie wurde jedoch nicht an Simon III. übergeben, sondern ging gegen Zahlung von 8000 Gulden an Otto von Tecklenburg zurück.
Um 1400 brachte Simon durch Verpfändung zunächst die Städte Barntrup und Salzuflen sowie das Schloss Sternberg unter seine Herrschaft. 1405 folgte schließlich die gesamte Grafschaft Sternberg.
Der Versuch, durch einen Erbverbrüderungsvertrag die Grafschaft Everstein zu übernehmen, blieb jedoch erfolglos. Nach der Eversteiner Fehde mit den Herzögen von Braunschweig-Lüneburg fiel die Grafschaft 1408 schließlich an Braunschweig.
Simon war verheiratet mit Irmgard (Ermengard) von Hoya und hatte sieben Kinder. Sein ältester Sohn Bernhard wurde sein Nachfolger.